# 华晨宝马
（简称BBA）是一家总部位于中國辽宁省沈阳市的中德合资汽车生产企业，于2003年3月27日由德国BMW和华晨中国汽车控股有限公司共同设立。其主要业务包括BMW品牌汽车在中国大陆的生产、销售和售后服务。

## 工厂
其生产基地位于辽宁省沈阳市大东区（2003年建成）和铁西区（2012年5月24日建成），并在北京设有分公司；2013年两家工厂的总产能可达30万辆。同年4月，华晨宝马汽车有限公司发布自主品牌之诺，将在铁西工厂生产。隨着拓建工程的完成，2023年產能將達65萬輛。
华晨宝马铁西工厂是国家4A级旅游景区，游客可以在预约后参观其生产车间。
2022年6月23日，位於沈阳市铁西区的里达工厂開業。

## 产能
华晨宝马沈阳生产基地是宝马全球规模最大的生产基地。目前，生产BMW 5系Li 、BMW 3系（含长轴距和标准轴距）、BMW X3、BMW X1（长轴距）、BMW 2系旅行车、BMW 1系运动轿车和BMW X5中大型SUV七个系列。这些车型均由位于沈阳大东区和铁西区的两家整车工厂进行生产。在铁西工厂附近，华晨宝马还设有研发中心和动力总成工厂。动力总成工厂生产最新一代BMW 3缸和4缸涡轮增压发动机，以及高压动力电池。华晨宝马生产系统广泛应用最先进的工业4.0先进技术，并于2017年跻身“中国智能制造十大科技进展”，成为入选的唯一一家汽车制造企业。铁西工厂获批国家4A级旅游景区，这是中国汽车工业首个获此殊荣的工厂，通过对科技的促进普及推进辽宁旅游产业发展。未来几年，华晨宝马将通过对现有及新增生产设施建设项目的重大投资，进一步扩大其在沈阳的生产基地。建设项目包括铁西新厂建设、大东工厂的改扩建，以及动力电池中心二期工程。
从2020年开始，华晨宝马将生产BMW iX3——BMW首款纯电动核心车型。:6, 35它将只在沈阳生产，并出口到全球市场。
2018年10月，在华晨宝马成立15周年之际，宝马集团和华晨汽车集团联合宣布，股东双方将延长华晨宝马的合资协议至2040年。同时宝马集团官方宣布，宝马集团计划收购华晨宝马25%股权，将持股比例从50%提升至75%。双方于2022年完成股权调整的变更工作。
2019年1月18日，华晨中国汽车控股有限公司在香港召开特别股东大会，会上批准将华晨宝马25%的股份出售给宝马集团，:9约63%的股东代表投票赞成这一举措，当日，宝马集团官网发布证实该消息。这意味着宝马将成为首家在华合资企业中拥有多数股权的外国汽车制造商。

## 生产车型
华晨宝马生产的车型如下：
- 1系（轿车）：F52（2017年-2023年）
- 2系（Gran Tourer）：F45（2014年-2021年）
- 3系（短轴距和长轴距、掀背车）：E46（2003年-2005年）；E90（2005年-2012年）；F30/F35（2013年-2019年）；G20/G28（2019年至今）
- 5系（长轴距）：E60（2006年-2010年）；F18（2011年-2017年）；G38（2017年-2023年）；G68（2023年至今）
- X1：E84（2010年-2015年）；F49（2015年-2022年）；U12（2022年至今）
- X2：F39（2017年-2023年）
- X3：G01/G08 (2017年至今）
- X5：G18（2019年至今）
- 之諾1E
- 之諾60H

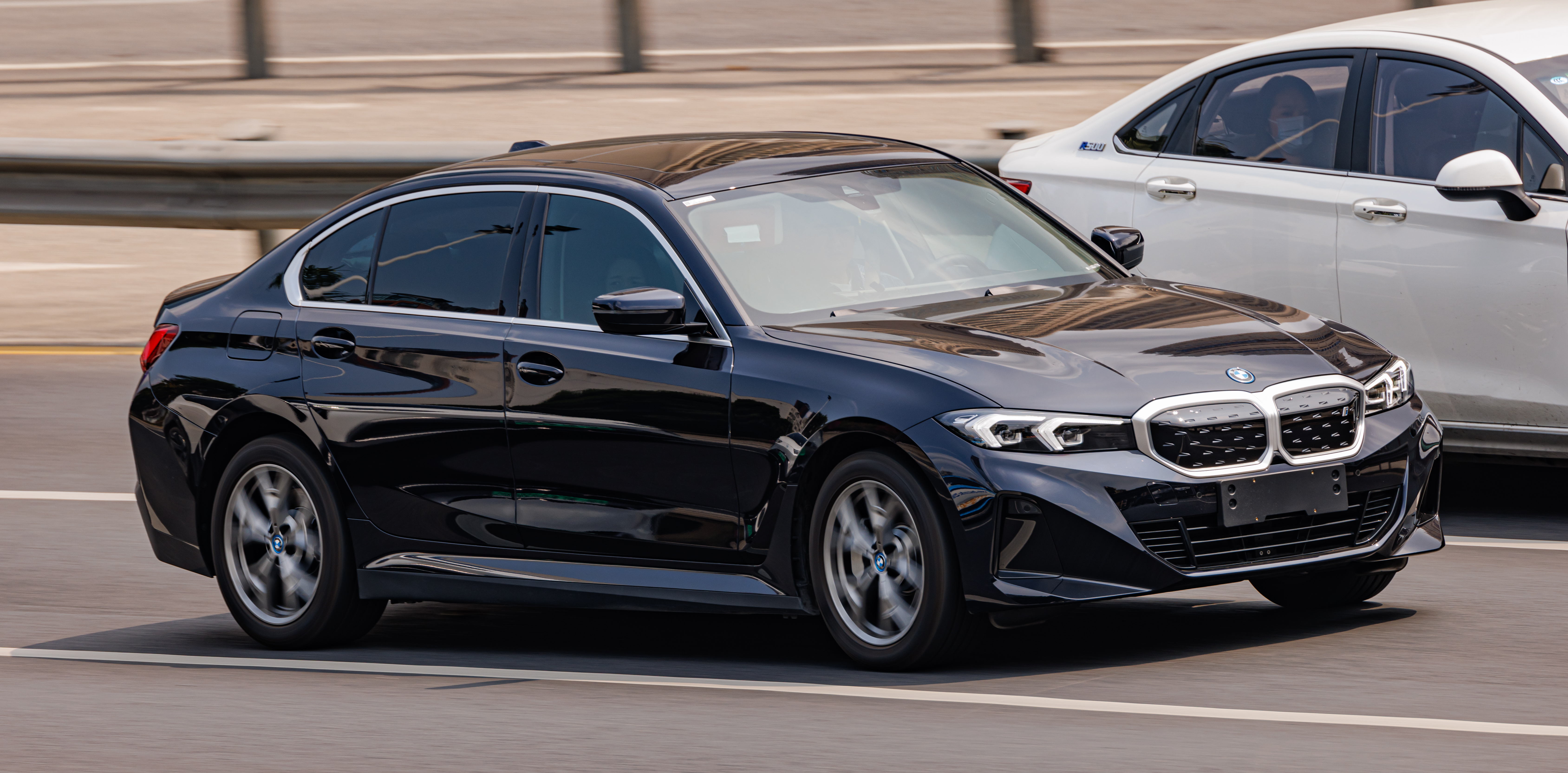
i3純電車G28
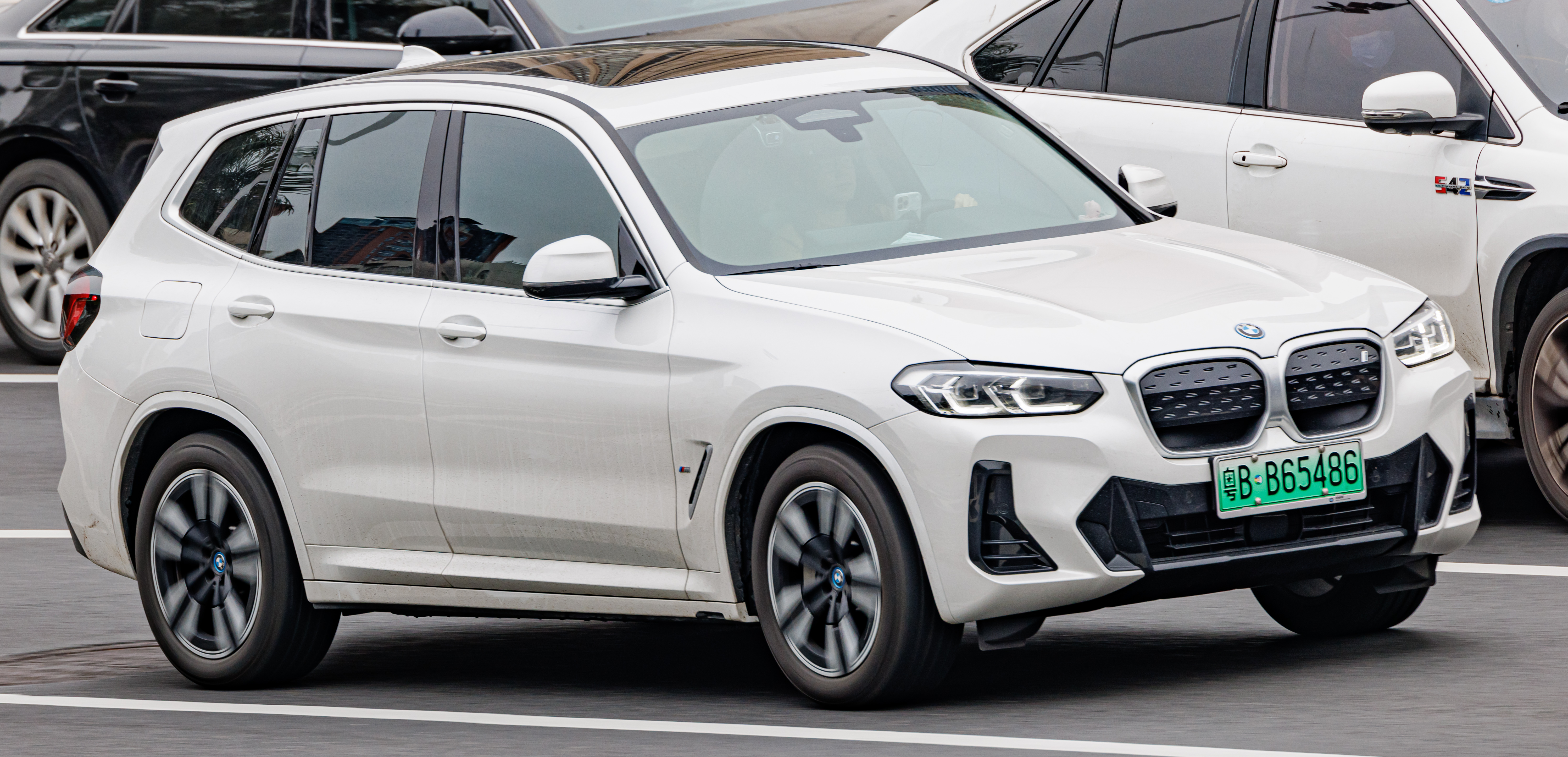
iX3純電車G08
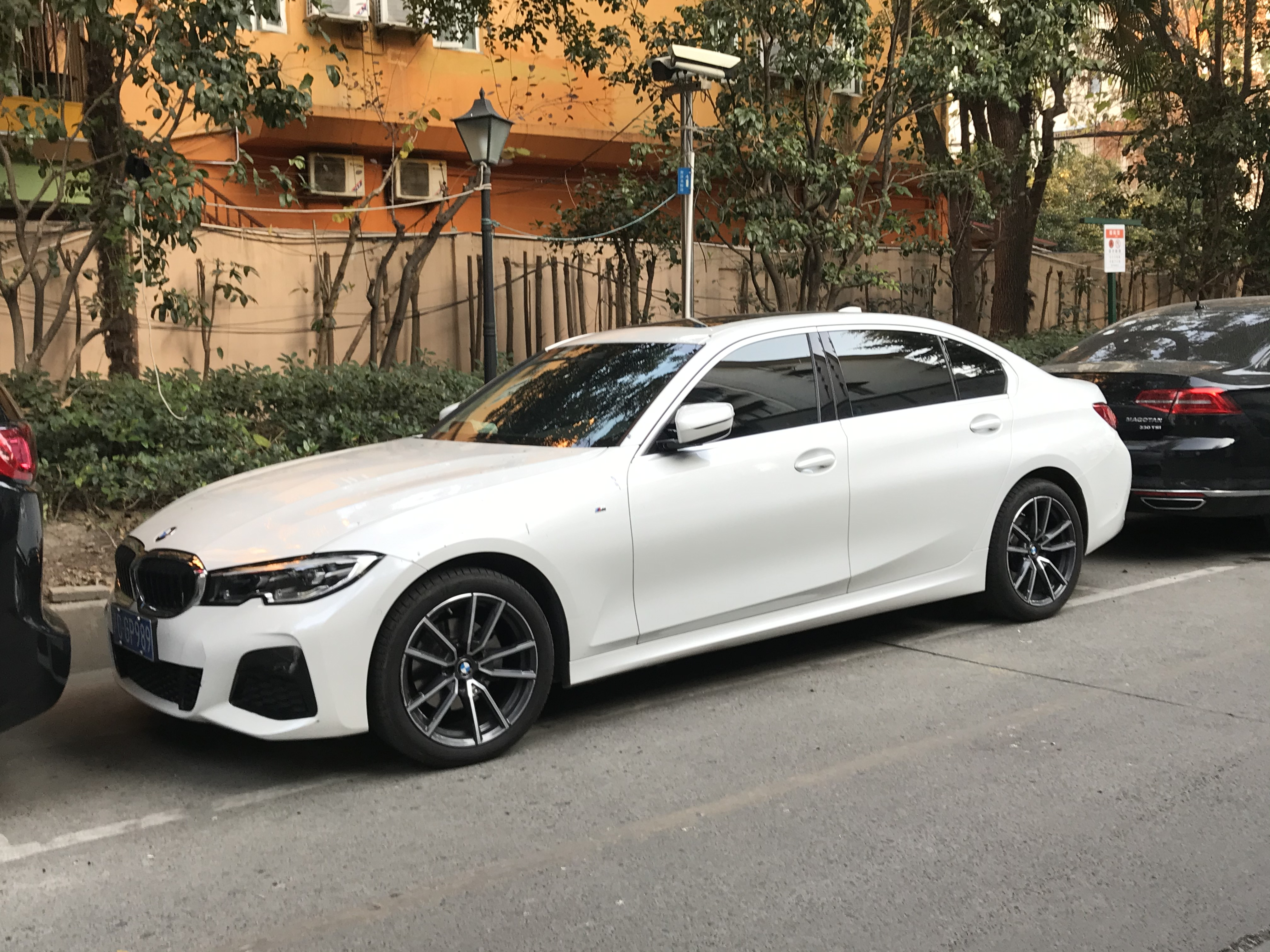
3系长轴距版G20
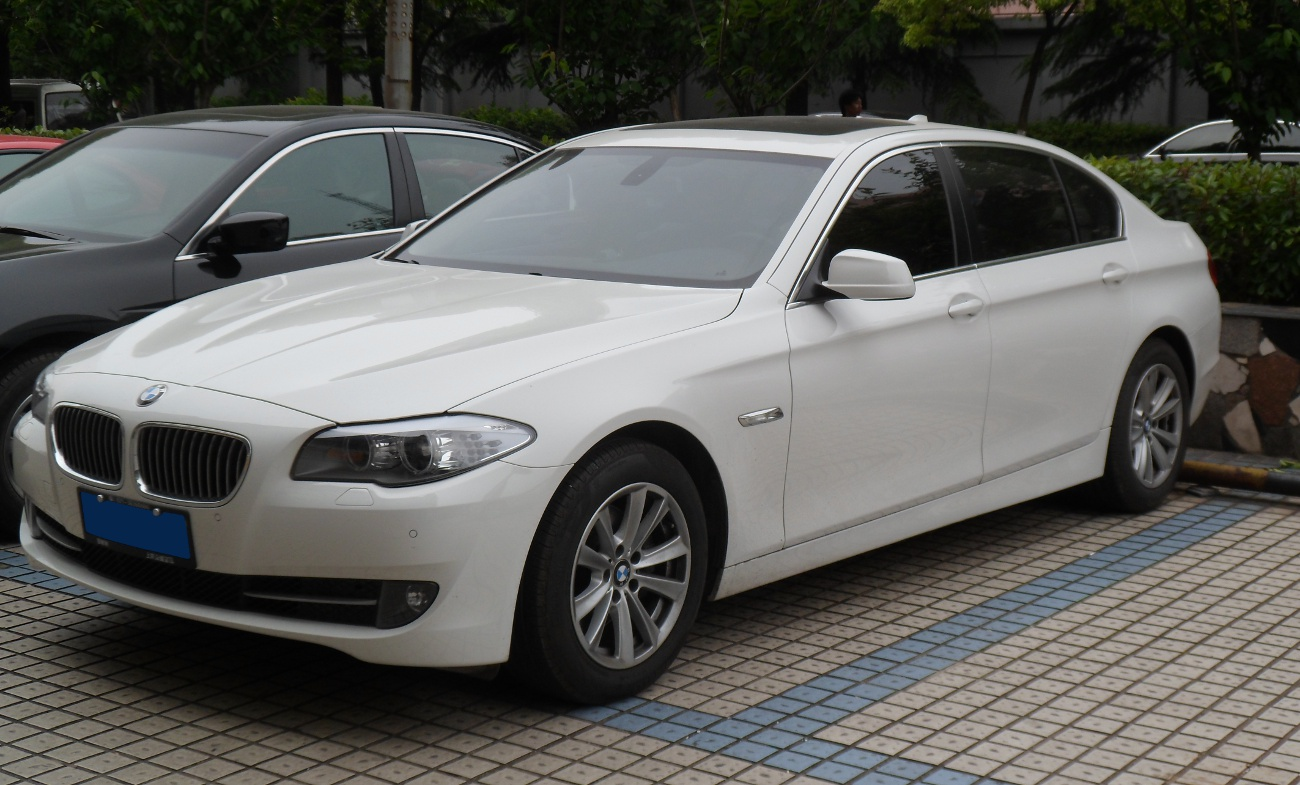
5系长轴距版F18
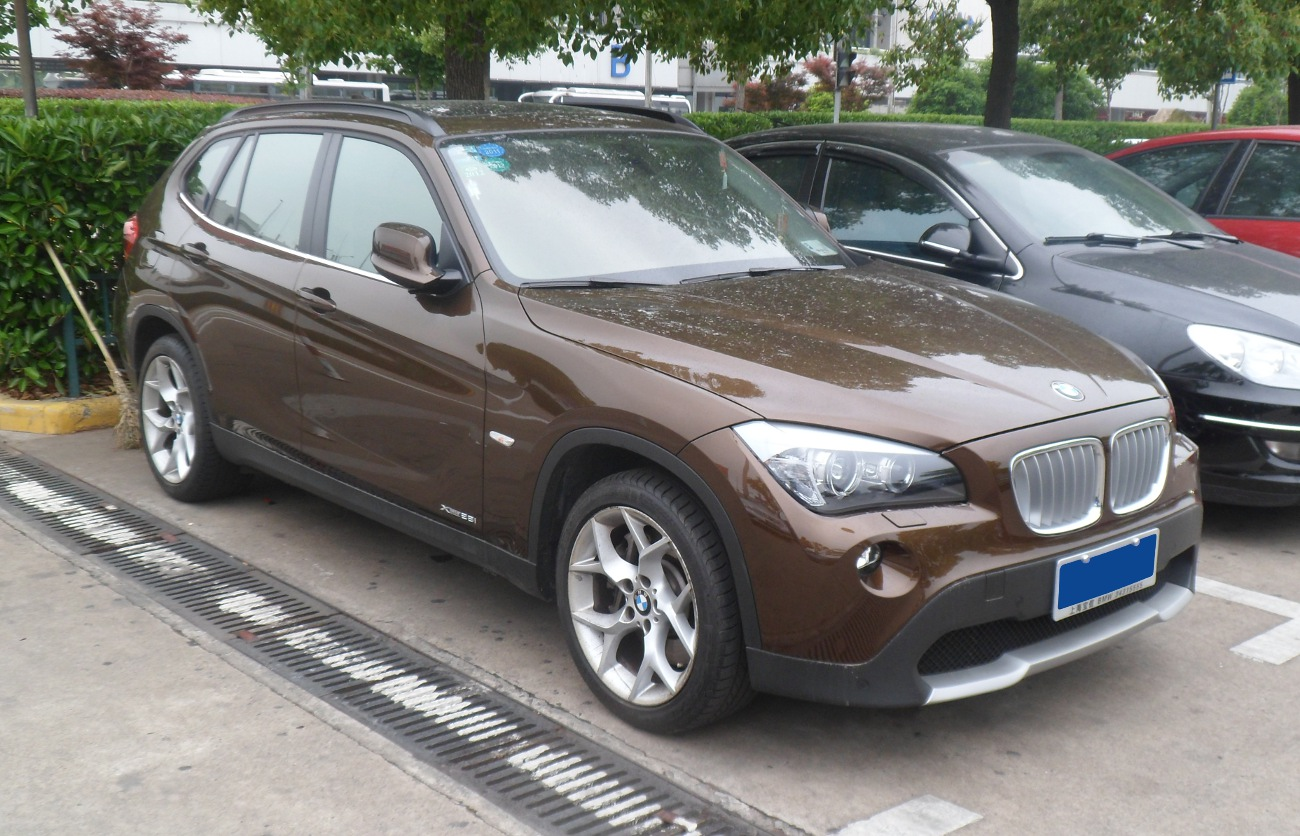
X1 E84
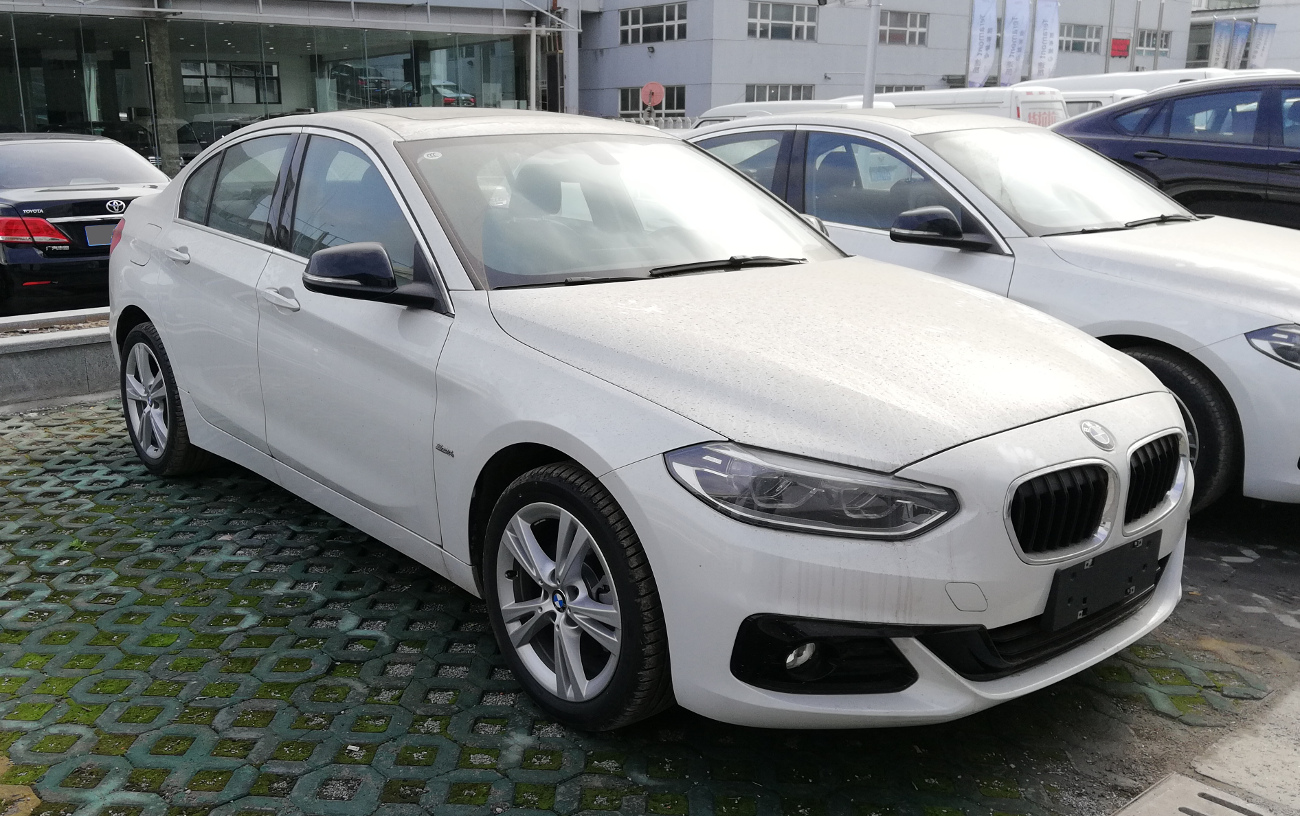
寶馬1系轎車版
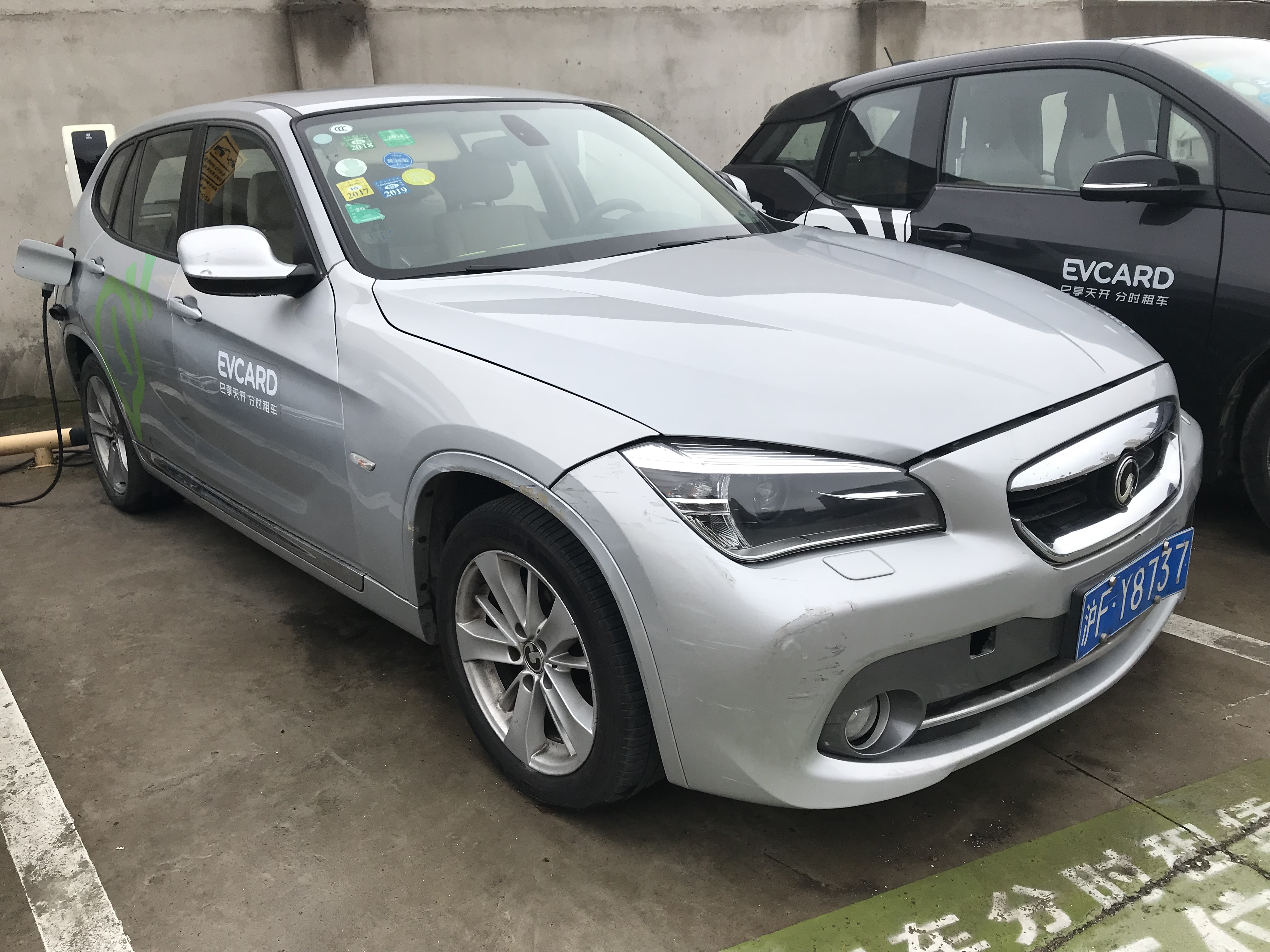
以BMW X1為原型的之諾1E